# René Hannemann
René Hannemann, född den 9 oktober 1968 i Belzig, Tyskland, är en tysk bobåkare.
Han tog OS-silver i herrarnas fyrmanna i samband med de olympiska bobtävlingarna 1992 i Albertville.
Han tog OS-brons i samma gren i samband med de olympiska bobtävlingarna 1994 i Lillehammer.